# 1489-1480 v.Chr.
De jaren 1489-1480 v.Chr. (van de christelijke jaartelling) zijn een decennium in de 15e eeuw v.Chr..

## Gebeurtenissen

### Egypte
- 1482 v.Chr. - Slag bij Megiddo: Het Egyptische leger behaalt een overwinning op de Kanaänitische coalitie.

1499-1490 · 1489-1480 · 1479-1470 · 1469-1460 · 1459-1450 · 1449-1440 · 1439-1430 · 1429-1420 · 1419-1410 · 1409-1400 · >>